# Saint-Clément-de-Régnat
Saint-Clément-de-Régnat är en kommun i departementet Puy-de-Dôme i regionen Auvergne-Rhône-Alpes i centrala Frankrike. Kommunen ligger i kantonen Randan som tillhör arrondissementet Riom. År 2022 hade Saint-Clément-de-Régnat 522 invånare.

## Befolkningsutveckling
Antalet invånare i kommunen Saint-Clément-de-Régnat
| Referens: INSEE |